# 訴諸難以置信
訴諸難以置信（Argument from incredulity）是一種不相干的謬誤，主張由於自己無法解釋及理解一件事，因此那件事不是真的。

## 示例
例1

小美是那樣乖巧、體貼、又善解人意的孩子，我無法想像她會欺負同學還打成重傷，這一定是弄錯了！

例2

那家媒體報導有人沒打麻藥就被活摘器官，但我怎樣也不能想像不打麻醉就能完整取得器官，畢竟人的身體會扭動，而器官移植是很精細的手術，所以關於活摘器官的報導一定都是假的！

## 相關概念
- 訴諸無知
- 不相干的謬誤

## 外部連結
- （英文）Logical Fallacy: Appeal to Ignorance（页面存档备份，存于）